# Южноамериканская якана
Южноамериканская якана (лат. Jacana jacana) — вид птиц из семейства якановых. Выделяют шесть подвидов.

## Описание
Кулик длиной 17-23 см. Самки крупнее самцов. Длинные ноги, жёлтый клюв с красным щитком. У взрослых особей каштановые спина и крылья, остальное оперение в целом чёрное.

## Распространение
Распространены в Южной Америке к востоку от Анд, от западной Панамы и Тринидада на юг до самой Аргентины.
МСОП присвоил виду статус LC.

## Биология
В кладке четыре коричневых яйца с чёрными отметинами. Насиживает самец. Для самок характерна полиандрия. Питаются птицы насекомыми, другими беспозвоночными и семенами, вылавливая все это из воды.